# پاتسگروو (پنسیلوانیا)
پاتسگروو (به انگلیسی: Pottsgrove) یک منطقهٔ مسکونی در ایالات متحده آمریکا است که در پنسیلوانیا واقع شده‌است. پاتسگروو ۳٬۴۶۹ نفر جمعیت دارد.